# آتینگ (آریزونا)
آتینگ (به انگلیسی: Utting) یک منطقهٔ مسکونی در ایالات متحده آمریکا است که در شهرستان لاپاز، آریزونا واقع شده‌است. آتینگ ۶۸٫۵۵ کیلومتر مربع مساحت و ۵۵۸ نفر جمعیت دارد و ۳۴۵٫۰۴ متر بالاتر از سطح دریا واقع شده‌است.